# Sergey Kucherov
Sergey Vyacheslavovich Kucherov (em russo:  Сергей Вячеславович Кучеров; nascido em 18 de julho de 1980) é um ciclista de pista russo. Nos Jogos Olímpicos de Verão de 2008 e 2012, competiu na velocidade por equipes representando Rússia. A equipe terminou respectivamente na décima segunda e sétima posição.